# Prezydent Portugalii
Portugalia jest republiką od 1910 roku. Głową państwa jest prezydent, którego oficjalna tytulatura brzmi prezydent Republiki Portugalskiej (Presidente da República Portuguesa). Zgodnie z konstytucją z 1974 roku Prezydent wybierany jest na pięcioletnią kadencję, po zakończeniu której może się ubiegać o reelekcję. Oficjalną rezydencją prezydenta Portugalii jest Pałac Belém. Nowo wybrany prezydent obejmuje urząd po złożeniu przysięgi przed Zgromadzeniem Republiki następującej treści:

Przysięgam na mój honor wiernie sprawować funkcje, które obejmuję, oraz bronić Konstytucji Republiki Portugalskiej, przestrzegać jej oraz zapewnić jej przestrzeganie

Kompetencje prezydenta Portugalii:
- ratyfikuje umowy międzynarodowe;
- stoi na czele Najwyższej Rady Obrony Narodowej;
- może zgłosić weto zawieszające w stosunku do ustawy lub ją promulgować;
- zarządza referendum na wniosek rządu lub Zgromadzenia Republiki;
- może rozwiązać parlament przed upływem jego kadencji po wysłuchaniu opinii partii politycznych obecnych w parlamencie i Rady Państwa;
- zwołuje nadzwyczajne posiedzenia parlamentu, ale tylko w przypadku podjęcia decyzji w specjalnej sprawie, to znaczy konstytucyjnie określonej i wymagającej udziału parlamentu;
- powołuje premiera po zasięgnięciu opinii partii politycznych w parlamencie, licząc się z wynikami wyborów, pozostałych członków rządu powołuje prezydent na wniosek premiera;
- może postawić weto absolutne w stosunku do dekretów rządu.